# F37

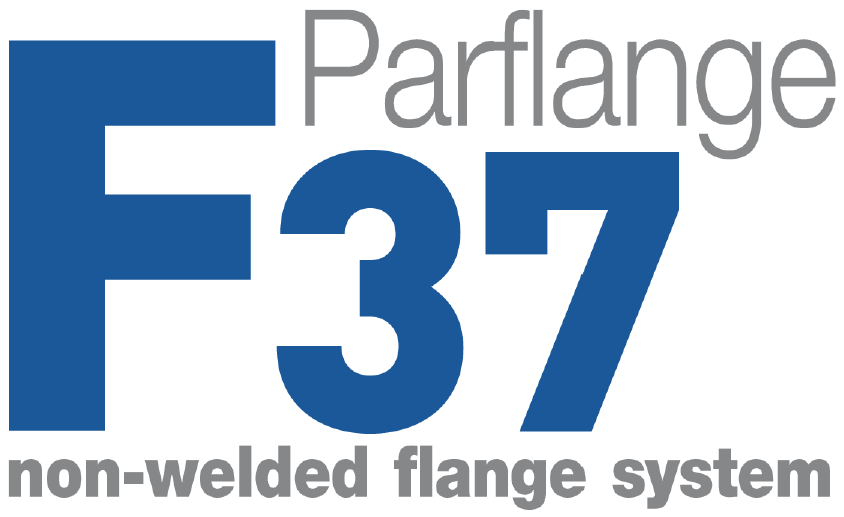
Parflange F37 Logo

Das Parflange F37-System ist eine Technologie aus dem Hydraulikbereich von Parker-Hannifin, die eine verschweißfreie Flansch-Verbindung von Hydraulikrohren ermöglicht.

## Vorgehen
Die Verbindung wird anwendungsbezogen mithilfe einer Bördel- oder Haltering-Technologie hergestellt.
Bördel-Technologie
Nachdem ein F37-Flansch auf ein nahtloses Rohr übergezogen wurde, wird das zu verbindende Rohrende durch ein spezielles Orbitalbördel-Verfahren aufgeweitet, welches die Oberfläche des Rohrendes durch Rollieren verdichtet. Dabei erhält das Rohrende eine trichterähnliche Form mit einem Winkel von 37°, welche die Namensherkunft erklärt.
In das aufgeweitete Rohrende wird dann ein Einsatz (Insert) aus Stahl, bzw. Edelstahl eingesetzt, dessen Geometrie zum trichterförmigen Rohrende passend ist. Dieser Einsatz hat einen O-Ring an der trichterförmigen Seite, um sich dichtend an die Rohrwand zu drücken. Des Weiteren ist der Einsatz an der Stirnseite mit einer Nut versehen, in die ein Profildichtring „F37 Seal“ aus z. B. Polyurethan eingefügt ist. Alternativ ist eine Ausführung des Einsatzes mit einer flachen Stirnseite oder auch einer Verbunddichtung aus Stahl, bzw. Edelstahl mit Elastomerdichtlippe aus NBR oder FKM möglich. Für eine Rohr-zu-Rohr-Verbindung besteht eine Sonderform des Einsatzes, welche über beidseitig trichterförmige Konturen mit O-Ring-Abdichtung verfügt.
Anschließend wird der Flansch an das Rohrende positioniert, um dieses an eine hydraulische Komponente oder ein anderes Rohr, welches ebenfalls mit einem Flansch und entsprechendem Einsatz versehen ist, zu montieren.
Haltering-Technologie
Bei der Haltering-Technologie wird das Rohrende radial mit einer Nut zur Aufnahme eines Edelstahl-Halteringes versehen. Der Haltering besteht aus zwei Ringhälften, welche innerhalb einer Spiralfeder liegen und dient zur Fixierung des Flansches. Zur Montage wird der Haltering-Flansch auf das nahtlose Hydraulikrohr übergezogen. Der Haltering wird aufgedehnt über das Rohrende gestülpt und schnappt in die zuvor erstellte Nut ein. Eine spezielle Innenkontur des Haltering-Flansches legt sich an den Haltering.
Die Abdichtung der Parflange F37 Haltering-Verbindung erfolgt durch eine Verbunddichtung, die stirnseitig an das Rohrende gesetzt wird oder eines Rohrdichtungsträgers (Pipe Seal Carrier). Der Rohrdichtungsträger verfügt beidseitig über Weichdichtungen ("F37 Seal" oder O-Ring) und einseitig einer Zentrierhilfe, welche die Montageprozedur erleichtert.

## Funktionsweise
Bördel-Technologie

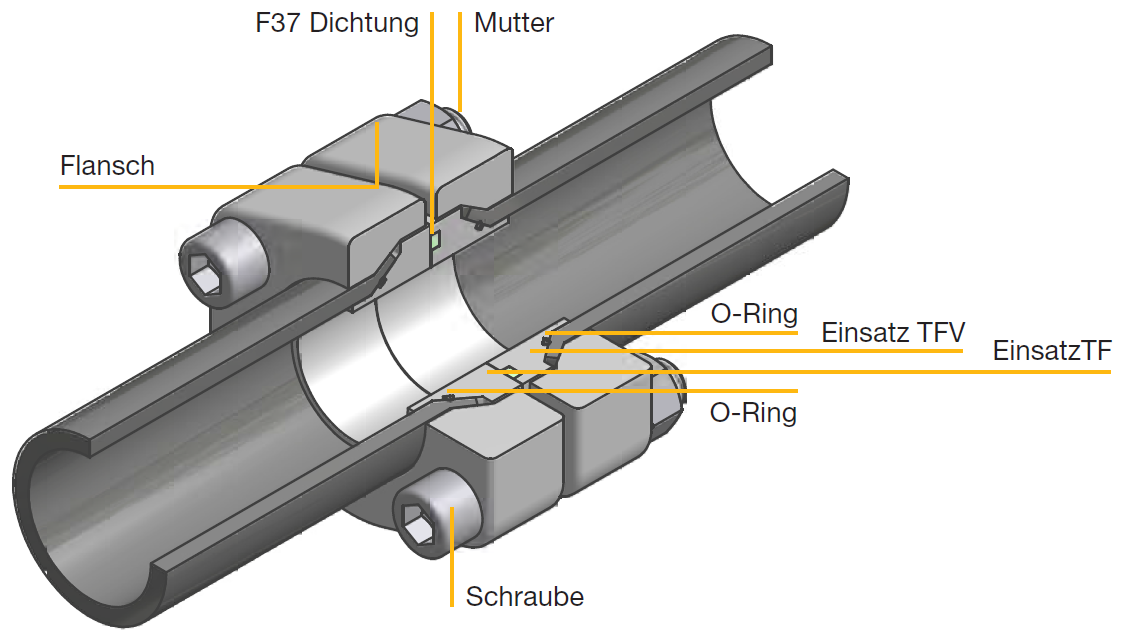
Darstellung einer Parflange F37-Bördelflanschverbindung

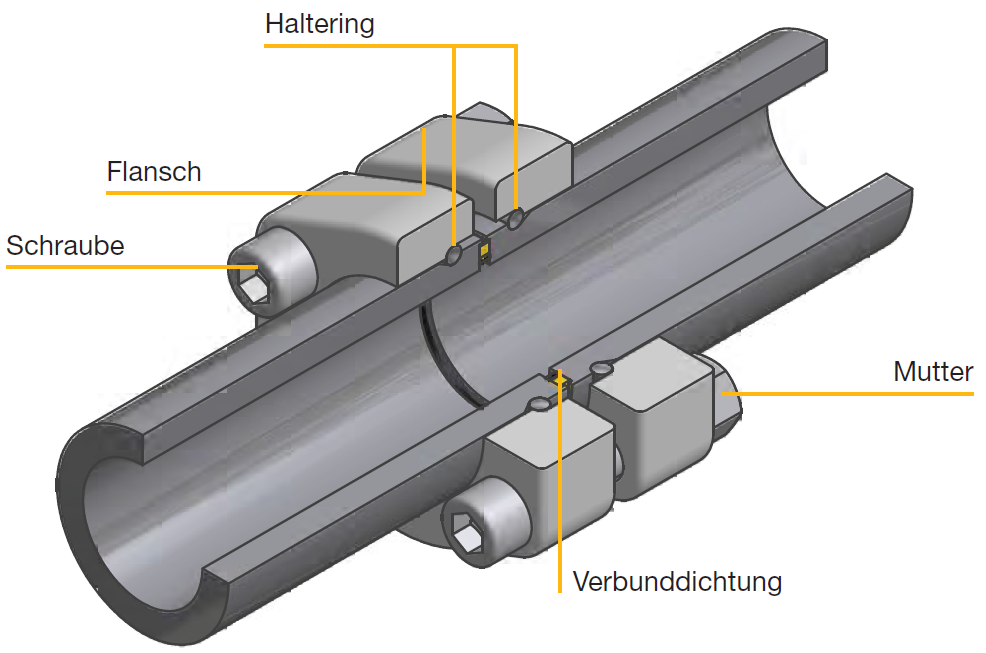
Darstellung einer Parflange F37-Halteringverbindung

Mit dem durch Bördeln aufgeweiteten Rohrende hat der Flansch eine Abstützfläche und kann somit Kräfte aufnehmen, was zu einer stabileren Verbindung führt.
Der Einsatz hat zunächst eine Dichtungsfunktion. Mit seinem O-Ring an der trichterförmigen Rohrseite dichtet er die Verbindung zum Rohr selbst ab. Die Abdichtung zu der Anschlussstelle erfolgt durch den stirnseitig liegenden Profildichtring "F37 Seal" oder einer Verbunddichtung. Sofern die Anschlussstelle über ein stirnseitige Weichdichtung verfügt, wird ein Einsatz mit einer entsprechend flachen Stirnseite verwendet. Für die Verbindung zweier Rohrenden kann ein Einsatz mit beidseitig trichterförmiger Kontur und O-Ring-Abdichtung eingesetzt werden.
Gleichzeitig verstärkt der Insert die Verbindung. Durch die vom Insert erzeugte größere Fläche an der Verbindungsstelle kann sich der beim Verschrauben der Flansche entstehende Druck auf eine größere Auflagefläche ausweiten und erhöht so die Festigkeit der Verbindungsstelle.
Haltering-Technologie
Die spezielle Innenkontur des Haltering-Flansches legt sich an den auf dem Rohrende montieren Haltering. Beim Festziehen des Systems entsteht eine formschlüssige Verbindung, welche durch Verbunddichtung oder Rohrdichtungsträger stirnseitig abgedichtet wird.

## Anwendung
Das Parflange F37-System wird zum Verbinden von Hydraulikrohren ohne den Einsatz vom thermischen Verbindungsverfahren  Schweißen genutzt.
Abhängig von Rohr- und Flanschgröße ist das System für Drücke bis 420 bar zugelassen. Anwendung findet dieses System überwiegend in der Schiffbau-, Offshore- und allgemein in der Schwermaschinenindustrie, um z. B. Kräne und andere Hebevorrichtungen zu bedienen. Außerdem lassen sich mit dieser Technologie Rohre von 16 bis 273 mm Außendurchmesser (1/2" bis 10" Flanschgrößen) verbinden.

## Zulassungen
Das System ist bei führenden Zertifizierungsgesellschaften zugelassen. Anschlüsse und Lochbilder sind nach der ISO 6162-1/SAE J 518 Code 61 (3000 PSI/210 bar) bzw. nach  der ISO 6162-2/SAE J518 Code 62 (6000 PSI/420 bar) und ISO 6164 (400 bar) genormt.

## Weitere Informationen
Die Vorteile gegenüber dem Schweißen sind vor allem Einsparungen in Zeit und Kosten. So entfallen z. B. bei einer Verbindungsstelle mit F37, im Gegensatz zum Schweißen, die kostspielige Prüfung durch Röntgenaufnahmen und die Reinigung mittels chemischer Antioxidationsmittel, was die Technologie insgesamt auch umweltfreundlicher und sicherer macht.
Gegenüber Schweißen ist keine Spannungsrisskorrosion möglich, so dass eine maximale Lebenszeit der Rohrleitung erreicht werden kann und Instandhaltungskosten gesenkt werden.